# Vakhtang II de Geòrgia
Vakhtang II va ser rei de Geòrgia del 1289 al 1293. Era fill de David Narin, rei d'Imerècia. Va ser col·locat al tron per Arghun Khan.
El 1291 el seu parent David, fill del rei Demetri, es va revoltar i es va proclamar rei, però va fracassar. Va morir el 1293 i David fou proclamat rei.